# سیارک ۴۶۷۷
سیارک ۴۶۷۷ (به انگلیسی: 4677 Hiroshi، نامگذاری:1990SQ4) چهار هزار و ششصد و هفتاد و هفتمین سیارک کشف شده‌است که در ۲۶ سپتامبر ۱۹۹۰ کشف شد.
قدر مطلق سیارک برابر ۱۲٫۰۰ است.